# Hoa hậu Thế giới 1979

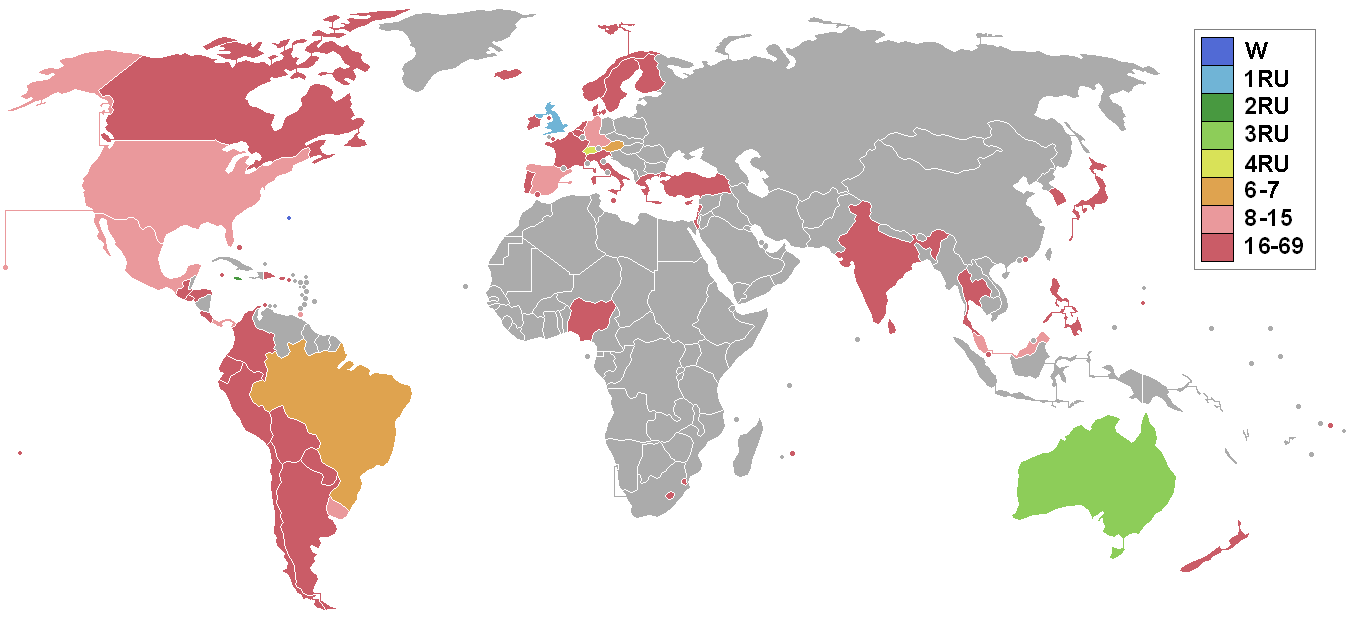
Các quốc gia và vùng lãnh thổ tham dự cuộc thi và kết quả.

Hoa hậu Thế giới 1979 là cuộc thi Hoa hậu Thế giới lần thứ 29 tổ chức ngày 15 tháng 11 năm 1979 tại Hội trường Hoàng gia Albert, Luân Đôn, Vương quốc Anh. Người chiến thắng là Gina Ann Cassandra Swainson từ Bermuda. Đây là ấn bản cuộc thi Hoa hậu Thế giới cuối cùng được phát sóng trên mạng truyền hình phát sóng lớn của Anh Quốc.

## Kết quả

### Thứ hạng
| Kết quả               | Thí sinh |
| --------------------- | --- |
| Hoa hậu Thế giới 1979 | - Bermuda – Gina Swainson |
| Á hậu 1               | - Vương quốc Anh – Carolyn Seaward |
| Á hậu 2               | - Jamaica – Debbie Campbell |
| Á hậu 3               | - Úc – Jodie Anne Day |
| Á hậu 4               | - Thụy Sĩ – Barbara Meyer |
| Top 7                 | - Áo – Karin Zorn - Brazil – Lea Silvia Dall'acqua |
| Top 15                | - Đức – Andrea Hontschik - Malaysia – Shirley Chew - Mexico – Roselina Rosas Torres - Panama – Lorelay de la Ossa - Tây Ban Nha – María Dolores Forner Toro - Trinidad và Tobago – Marlene Coggins - Uruguay – Laura Rodríguez Delgado - Hoa Kỳ – Carter Wilson |

## Giải thưởng đặc biệt
| Giải thưởng     | Thí sinh                       |
| --------------- | ------------------------------ |
| Hoa hậu Cá tính | - Guam - Anne-Marie Kay Franke |
| Hoa hậu Ảnh     | - Áo - Karin Zorn              |

## Thí sinh
Cuộc thi có tổng cộng 70 thí sinh tham gia:
| Quốc gia/ Lãnh thổ   | Thí sinh                             |
| -------------------- | ------------------------------------ |
| Argentina            | Veronica Ivonne Gargani              |
| Aruba                | Vianca Maria Magdalena van Hoek      |
| Úc                   | Jodie Anne Day                       |
| Áo                   | Karin Zorn                           |
| Bahamas              | Deborah Elizabeth Major              |
| Bỉ                   | Christine Linda Bernadette Cailliau  |
| Bermuda              | Gina Swainson                        |
| Bolivia              | Patricia Asbun Galarza               |
| Brazil               | Lea Silvia dall'Acqua                |
| Canada               | Catherine Emily Mackintosh           |
| Quần đảo Cayman      | Jennifer Pearl Jackson               |
| Chile                | Marianela Veronica Toledo Rojas      |
| Colombia             | Rosaura Rodriguez Covo               |
| Costa Rica           | Marianela Brealy Mora                |
| Síp                  | Eliana Djiaboura                     |
| Đan Mạch             | Lone Gladys Joergensen               |
| Cộng hòa Dominica    | Sabrina Brugal Tillian               |
| Ecuador              | Olba Lourdes Padilla Guevarra        |
| El Salvador          | Judith Ivette Lopez Lagos            |
| Phần Lan             | Tuire Venla Sulotar Pentikainen      |
| Pháp                 | Sylvie Helene Marie Perera           |
| Đức                  | Andrea Hontschik                     |
| Gibraltar            | Audrey Lopez                         |
| Hy Lạp               | Mika (Dimitra) Dimitropoulou         |
| Guam                 | Anne-Marie Kay Franke                |
| Guatemala            | Michelle Marie Dominguez Santos      |
| Hà Lan               | Nannetje Johanna (Nanny) Nielen      |
| Honduras             | Gina Maria Weidner Cleaves           |
| Hồng Kông            | Ngô Mỹ Lệ                            |
| Iceland              | Sigrun Saetran                       |
| Ấn Độ                | Raina Winifred Mendonica             |
| Ireland              | Maura McMennamim                     |
| Đảo Man              | Kathleen Mary Craig                  |
| Israel               | Dana Peler                           |
| Ý                    | Rossana Serratore                    |
| Jamaica              | Debbie Rachelle Campbell             |
| Nhật Bản             | Motomi Hibino                        |
| Jersey               | Treena Alison Foster                 |
| Hàn Quốc             | Hong Yeo-jin                         |
| Liban                | Jacqueline (Jacky) Riachi            |
| Lesotho              | Pauline Essie Kanedi                 |
| Malaysia             | Shirley Chew                         |
| Malta                | Elena Christine Abela                |
| Mauritius            | Marie Chanea Allard                  |
| Mexico               | Roselina Rosas Torres                |
| New Zealand          | Nicola Lesley (Nikki) Ducksworth     |
| Nigeria              | Helen Prest                          |
| Na Uy                | Jeannette Aarum                      |
| Panama               | Lorelay de la Ossa                   |
| Paraguay             | Martha Maria Galli Romanach          |
| Perú                 | Lucia Magali Perez Godoy Quintanilla |
| Philippines          | Josefina Francisco                   |
| Bồ Đào Nha           | Ana Gonçalves Vieira                 |
| Puerto Rico          | Daisy Marissette Lopez               |
| Singapore            | Violet Lee                           |
| Tây Ban Nha          | Maria Dolores (Lola) Forner Toro     |
| Sri Lanka            | Shamila Weerasooriya                 |
| Swaziland            | Gladys Adelaide Carmichael           |
| Thụy Điển            | Ingrid Marie Säveby                  |
| Thụy Sĩ              | Barbara Meyer                        |
| Tahiti               | Thilda Raina Fuller                  |
| Thái Lan             | Tipar Suparbpun                      |
| Trinidad và Tobago   | Marlene Coggins                      |
| Thổ Nhĩ Kỳ           | Sebnem Unal                          |
| Vương quốc Anh       | Carolyn Ann Seaward                  |
| Hoa Kỳ               | Carter Wilson                        |
| Uruguay              | Laura Rodriguez Delgado              |
| Venezuela            | Tatiana Capote                       |
| Quần đảo Virgin (Mỹ) | Jasmine Olivia Turner                |
| Tây Samoa            | Danira Leilani Schwalger             |

## Chú ý

### Tham gia lần đầu
- Lesotho

### Trở lại
| - Lần cuối tham gia vào năm 1973: - Bồ Đào Nha - Lần cuối tham gia vào năm 1976: - Guatemala | - Lần cuối tham gia vào năm 1977: - Bolivia - Liban - Panama |

### Bỏ cuộc
- Curaçao
- Saint Vincent
- Tunisia